# Rozier-Côtes-d'Aurec
Rozier-Côtes-d'Aurec è un comune francese di 448 abitanti situato nel dipartimento della Loira della regione dell'Alvernia-Rodano-Alpi.

## Società

### Evoluzione demografica
Abitanti censiti